# DKW F 93
Der DKW F 93/94 ist ein deutscher Personenkraftwagen, den die Auto Union GmbH von 1955 bis 1959 herstellte. Im September 1955 wurde er als Großer DKW 3=6 (Typ F 93) vorgestellt. Er löste den DKW F 91 Sonderklasse ab.

## Modellgeschichte

### Allgemeines
Der F 93 unterscheidet sich vom F 91 durch einen stärkeren Motor mit 38 PS (28 kW) Leistung bei 4200/min, die um 10 cm verbreiterte Karosserie, eine gleichmäßig gewölbte Windschutzscheibe und den chromgefassten ovalen Kühlergrill. Hinten hat der F 93 die dreiteilige Panoramaverglasung wie das von 1953 bis 1955 gebaute Vorgängermodell F 91, die DKW-„Sonderklasse“. Seinen Namen verdankt der 3=6 dem Vergleich von Dreizylinder-Zweitaktmotor mit Sechszylinder-Viertaktmotor: pro Kurbelwellenumdrehung gibt es bei beiden Typen die gleiche Anzahl Arbeitstakte. Die von 1930 bis 1940 gebauten DKW-Modelle mit Vierzylinder-V-Motor und zwei doppeltwirkenden Kolbenspülpumpen trugen die ähnliche Zusatzbezeichnung DKW 4=8.
DKW bot die Baureihe F 93 in drei Ausführungen an: Limousine Normal mit Dreiganggetriebe und fast ohne Zierrat, Limousine Spezial mit Vierganggetriebe (1. Gang nicht synchronisiert), allerlei Glanzteilen und Nützlichem wie einem Handschuhfachdeckel sowie als Coupé mit voll versenkbaren Seitenscheiben und zweifarbiger Innenausstattung. Die große, um die Ecken gezogene Heckscheibe bestand beim Coupé aus einem Mittelteil und zwei Seitenteilen. Die ab 1957 verfügbare viertürige Limousine mit längerer Karosserie bestellten unter anderem Taxiunternehmen und die Bundeswehr. Sie erhielt die Modellbezeichnung F 94. Nun war auch der Kombi Universal erhältlich. Der Motor leistete jetzt 40 PS (29 kW) und der Kühlergrill bekam ein feinmaschiges Gitter aus Aluminium anstelle des Blechpressteils. Ab September 1957 wurden die zweitürigen Limousinen mit vorn angeschlagenen Türen ausgeliefert, während Viertürer und Kombi die hinten angeschlagenen behielten. Gegen Aufpreis waren alle Ausführungen mit dem Kupplungsautomaten Saxomat lieferbar.
Die Übernahme der Auto Union durch Daimler-Benz machte sich auch bei den Bezeichnungen bemerkbar: Ab Mitte 1958 wurden die Fahrzeuge als DKW 900 vermarktet, bevor sie vom Auto Union 1000 abgelöst wurden. Von September 1955 bis Juli 1959 wurden insgesamt 137.800 Fahrzeuge gebaut, darunter 19.531 Kombis. Karmann baute 667 zwei- und viersitzige Cabriolets. Auf Basis des Fahrgestells des großen DKW 3=6 entstand bei Dannenhauer & Stauss in Stuttgart der DKW Monza.
Mit leistungsgesteigerten F-93-Motoren wurden erfolgreiche Rennfahrzeuge der Formel-Junior-Klasse gebaut. Bekannt sind Gerhard Mitter und Alfred Hartmann, Betreiber der ehemaligen Nonntal-Garage in Berchtesgaden. und der Sauter-Rennwagen.

### Karosserievarianten
- Zweitürige Limousine (F 93)
- Viertürige Limousine (F 94)
- Luxus-Coupé 4 Sitze (F 93)
- Cabriolet 2 Sitze / 4 Sitze (F 93)
- Dreitüriger Universal (Kombi) (F 94 U)

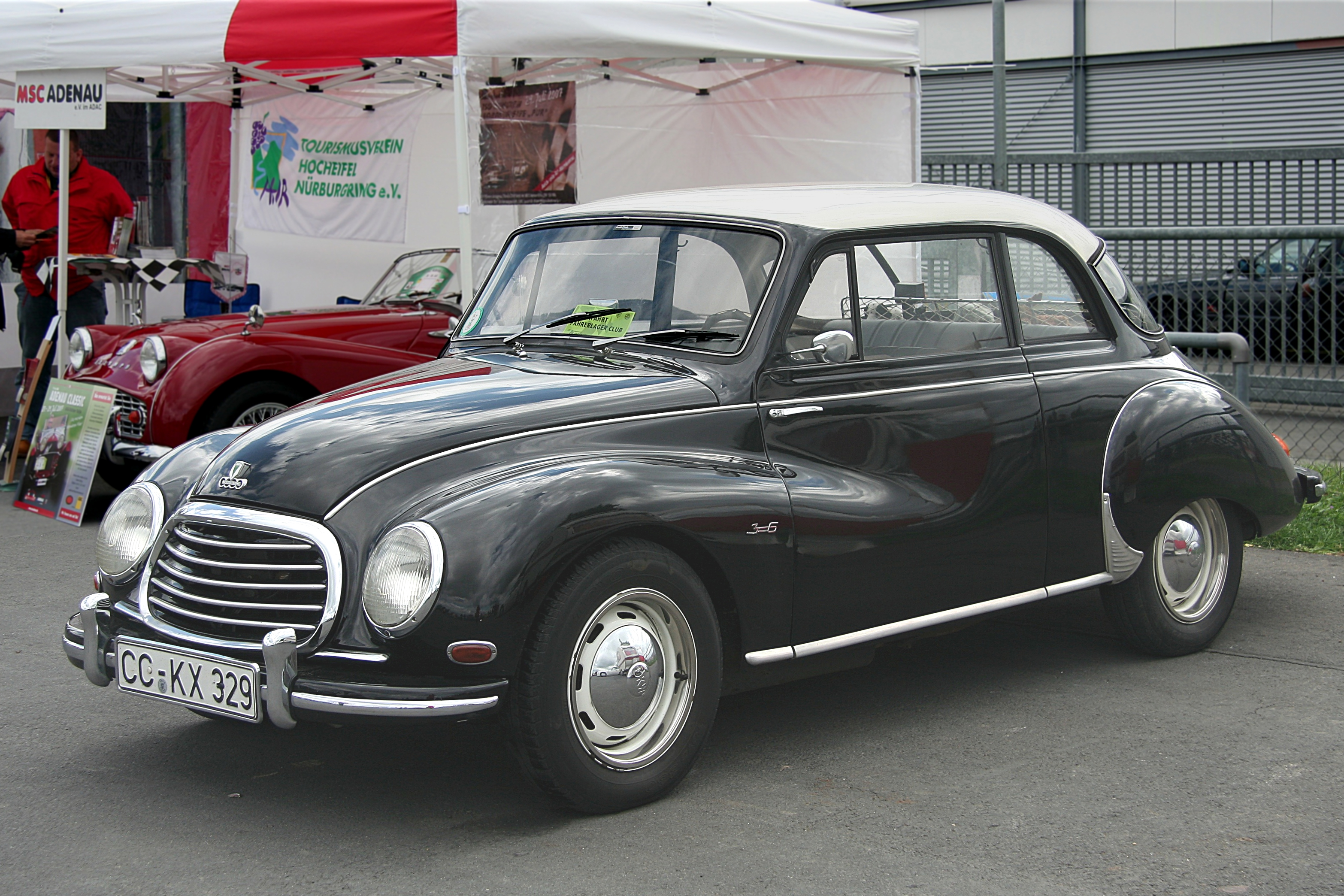
DKW F 93
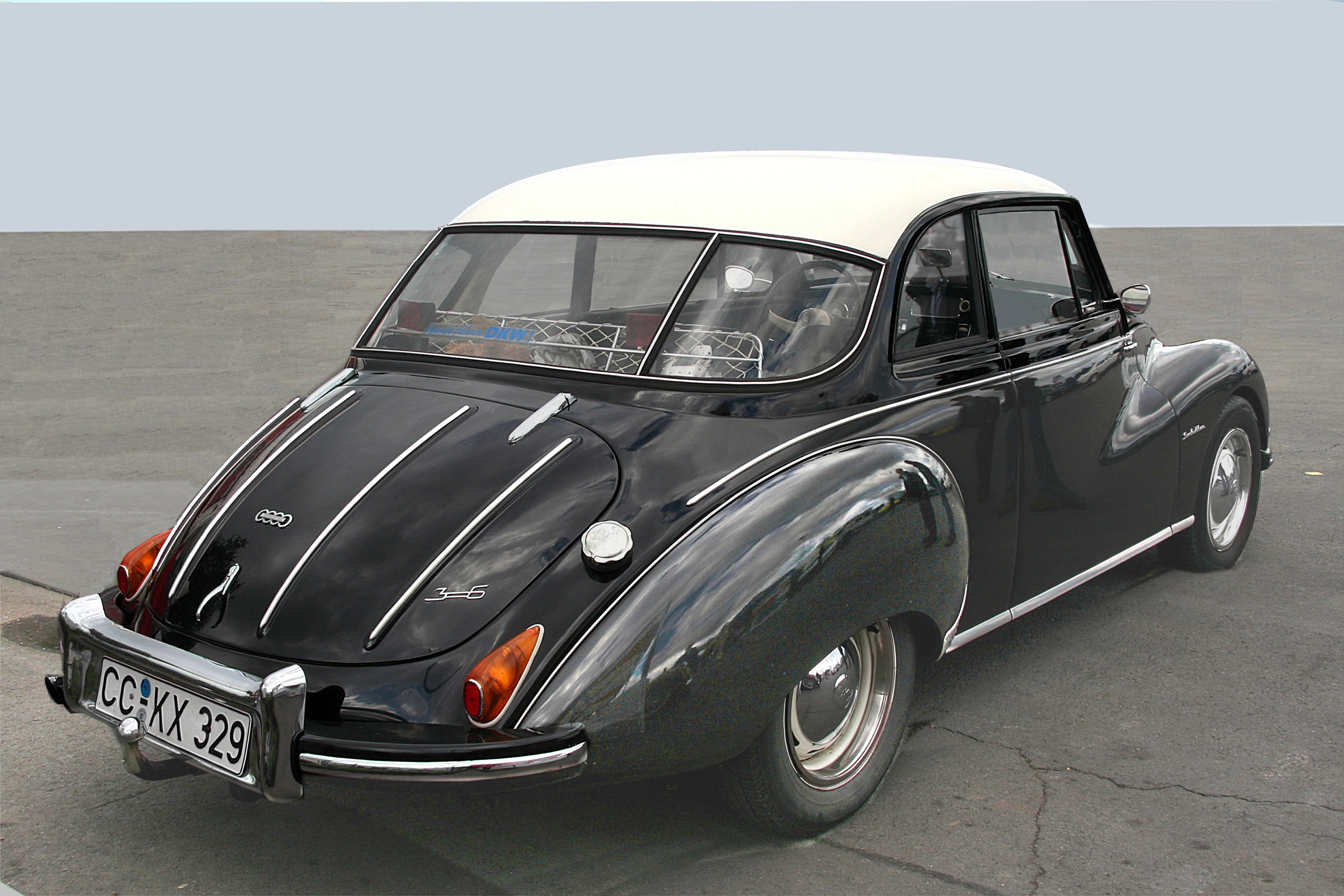
DKW F 93, 1955/56
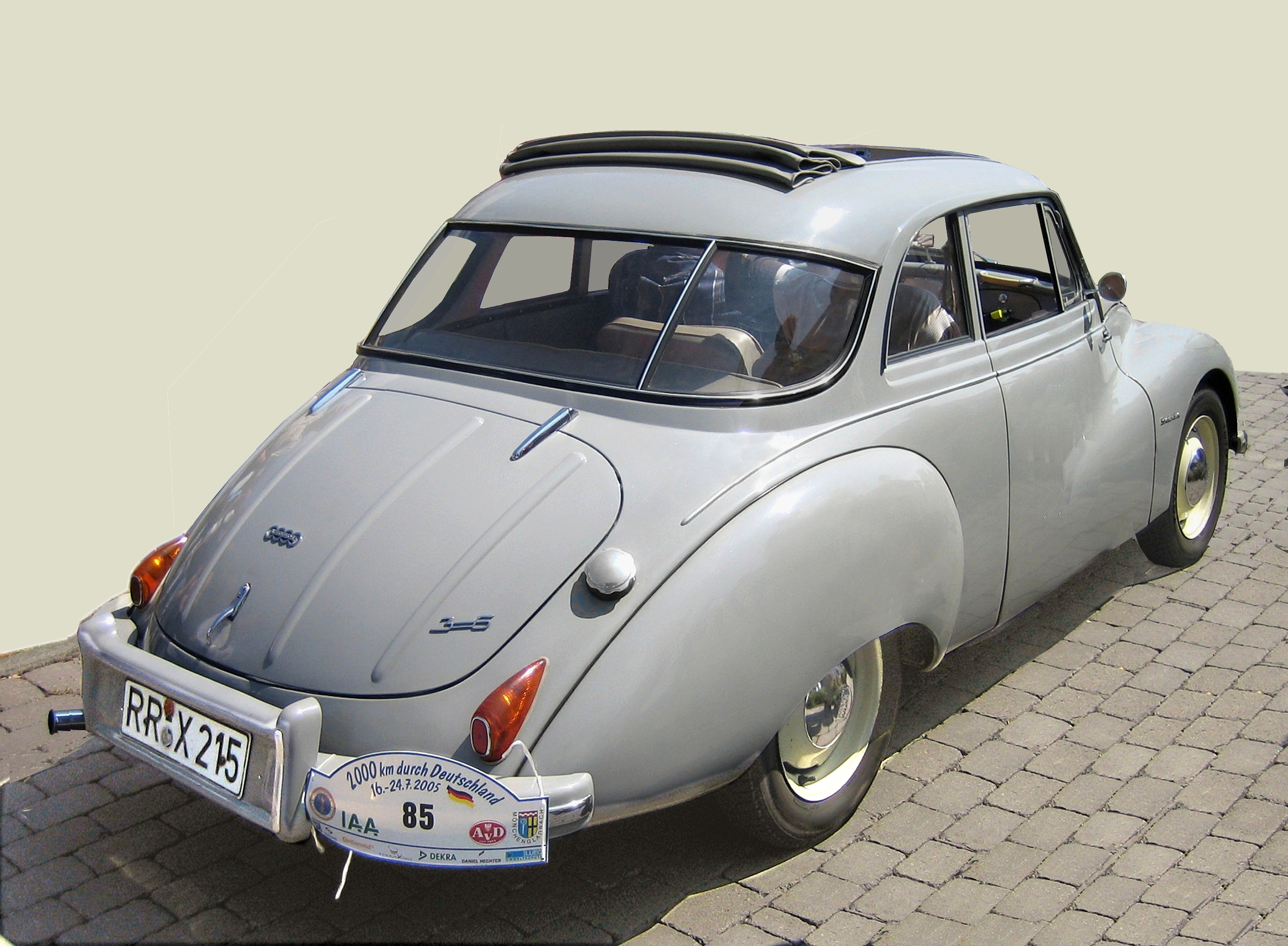
Ausführung ab 1957, bis September noch hinten angeschlagene Türen

- DKW 3=6 Logo
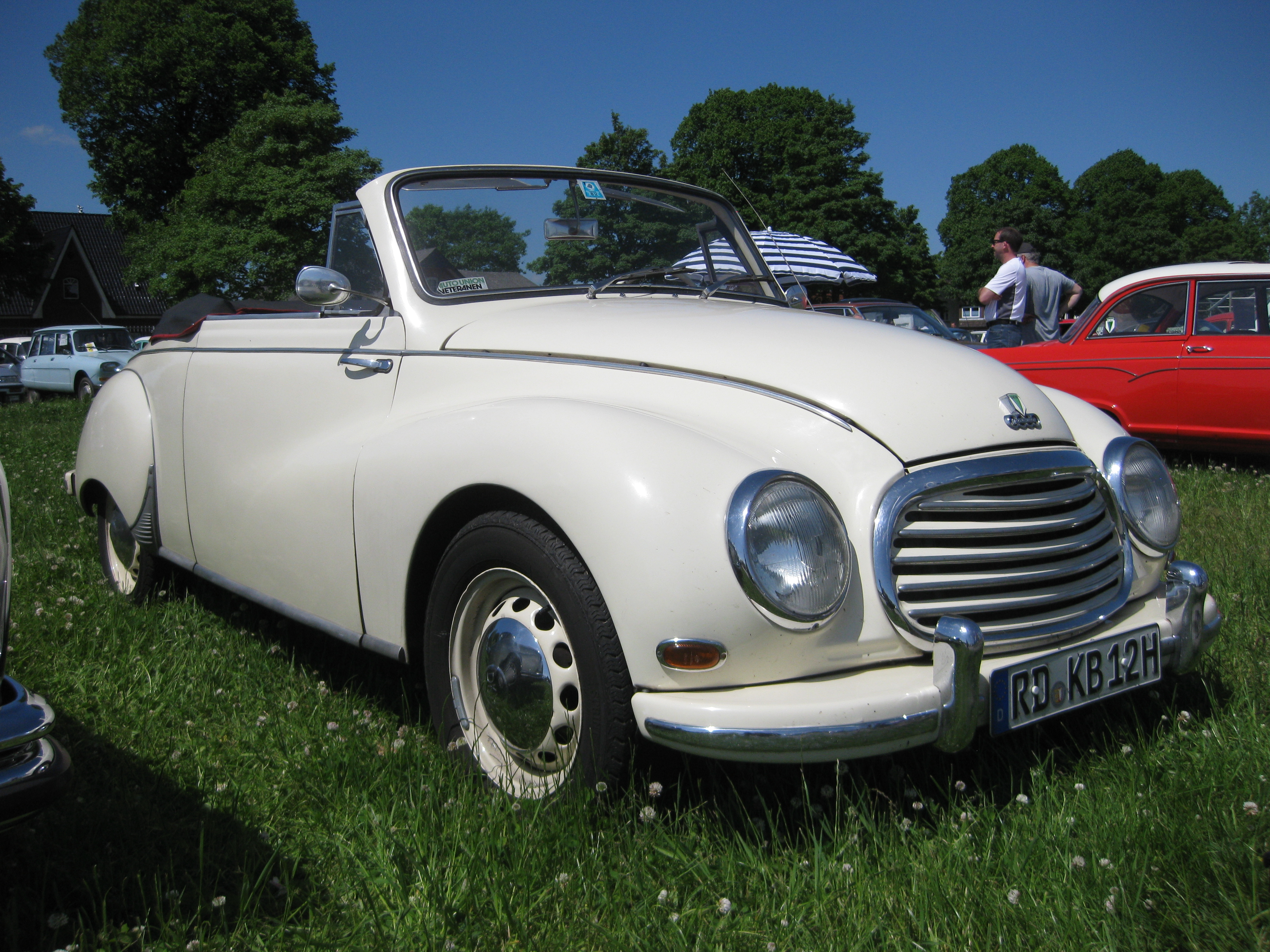
F 93 Cabrio Front
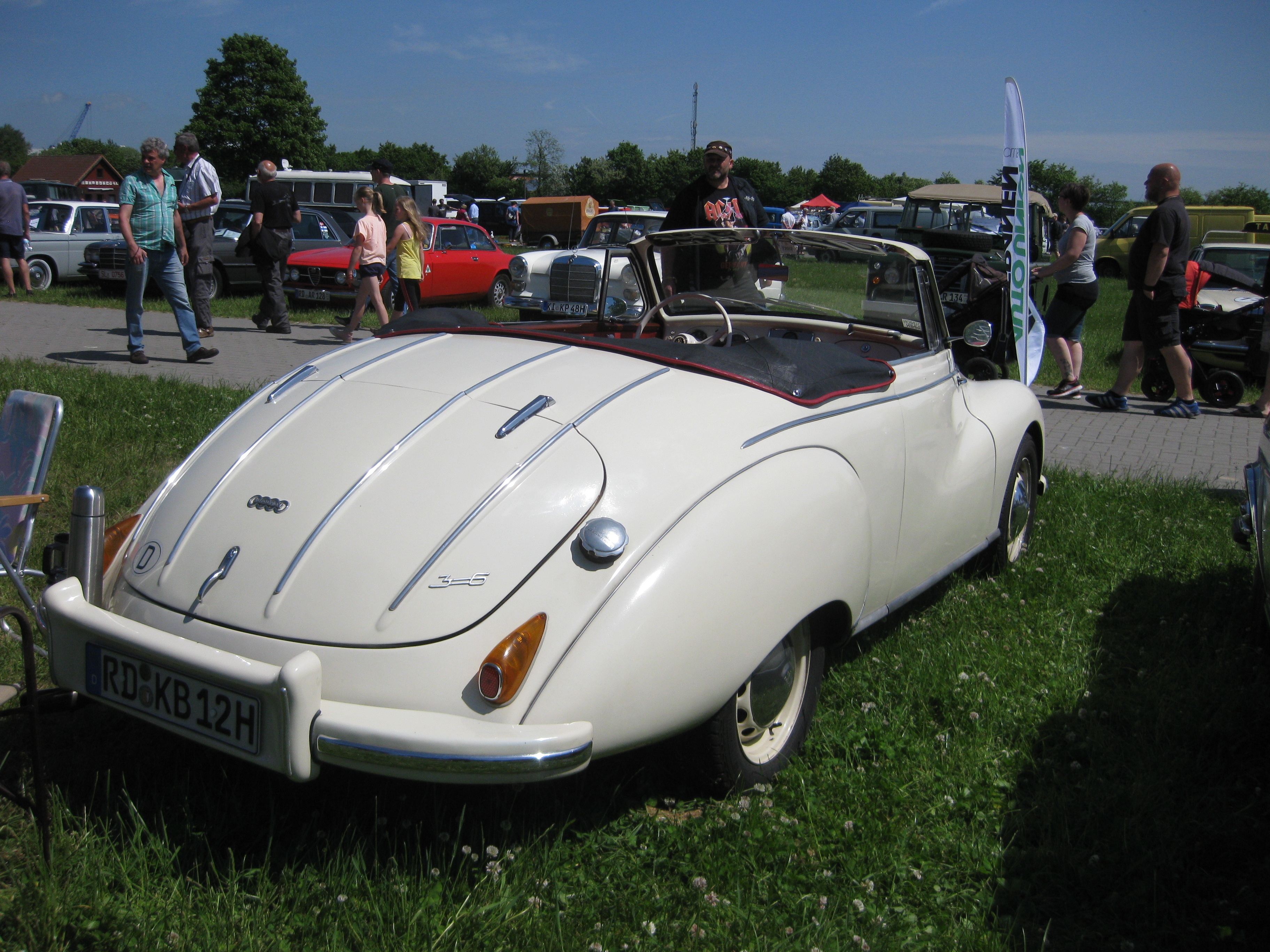
F 93 Cabrio Heck
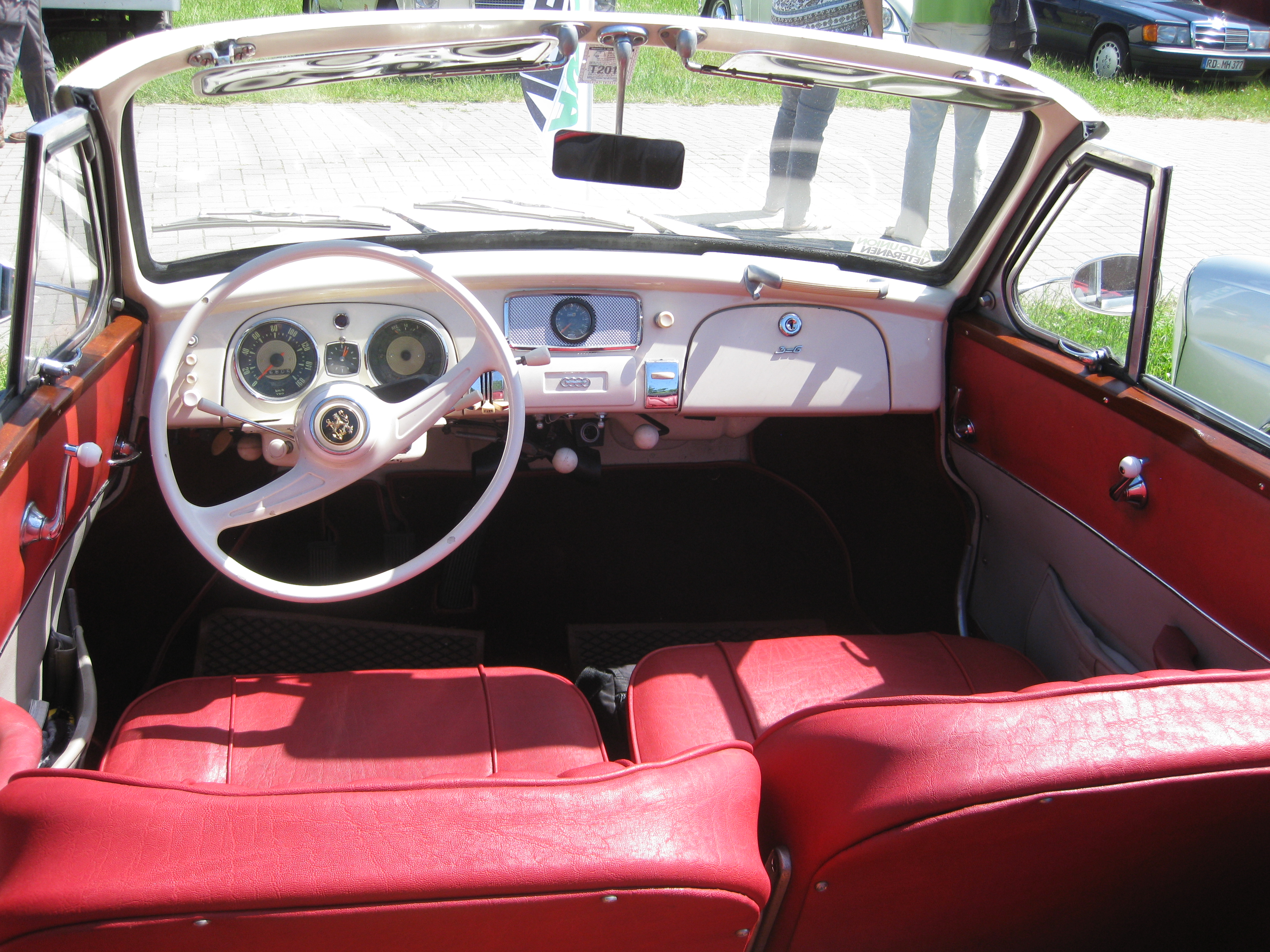
F 93 Cockpit
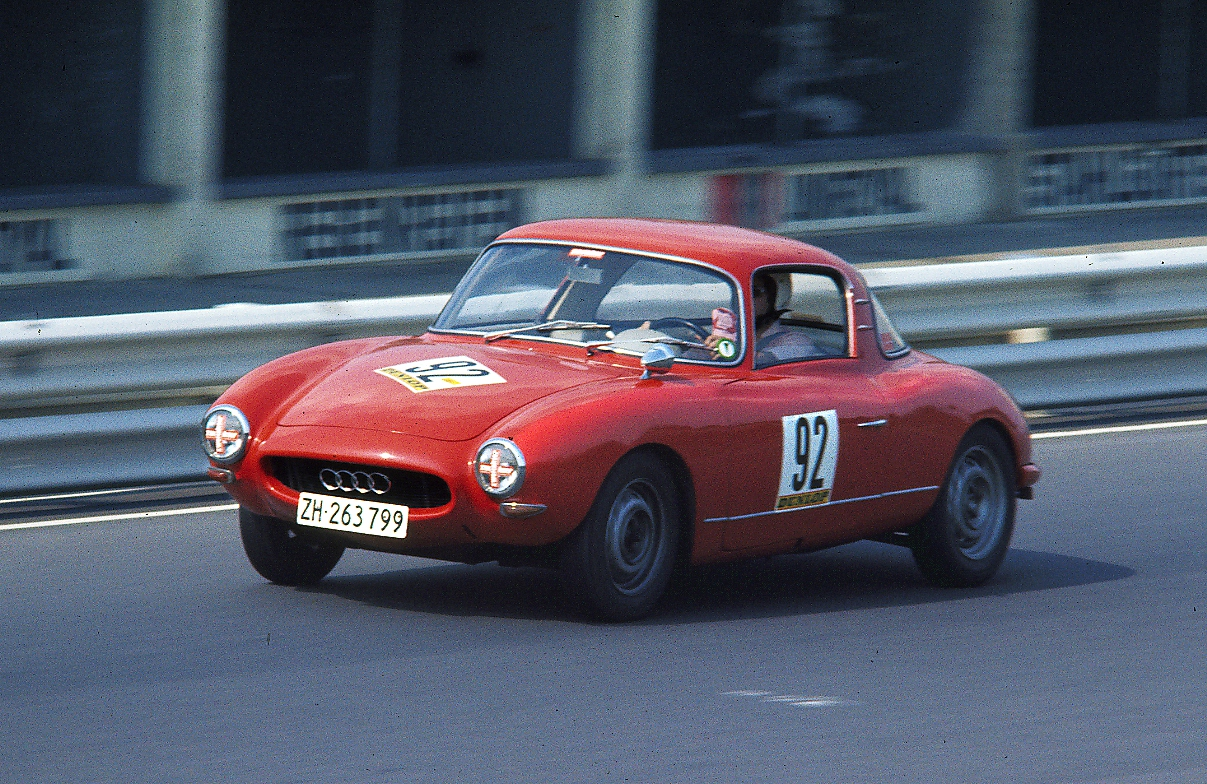
DKW Monza 1977 auf dem Nürburgring

## Technik

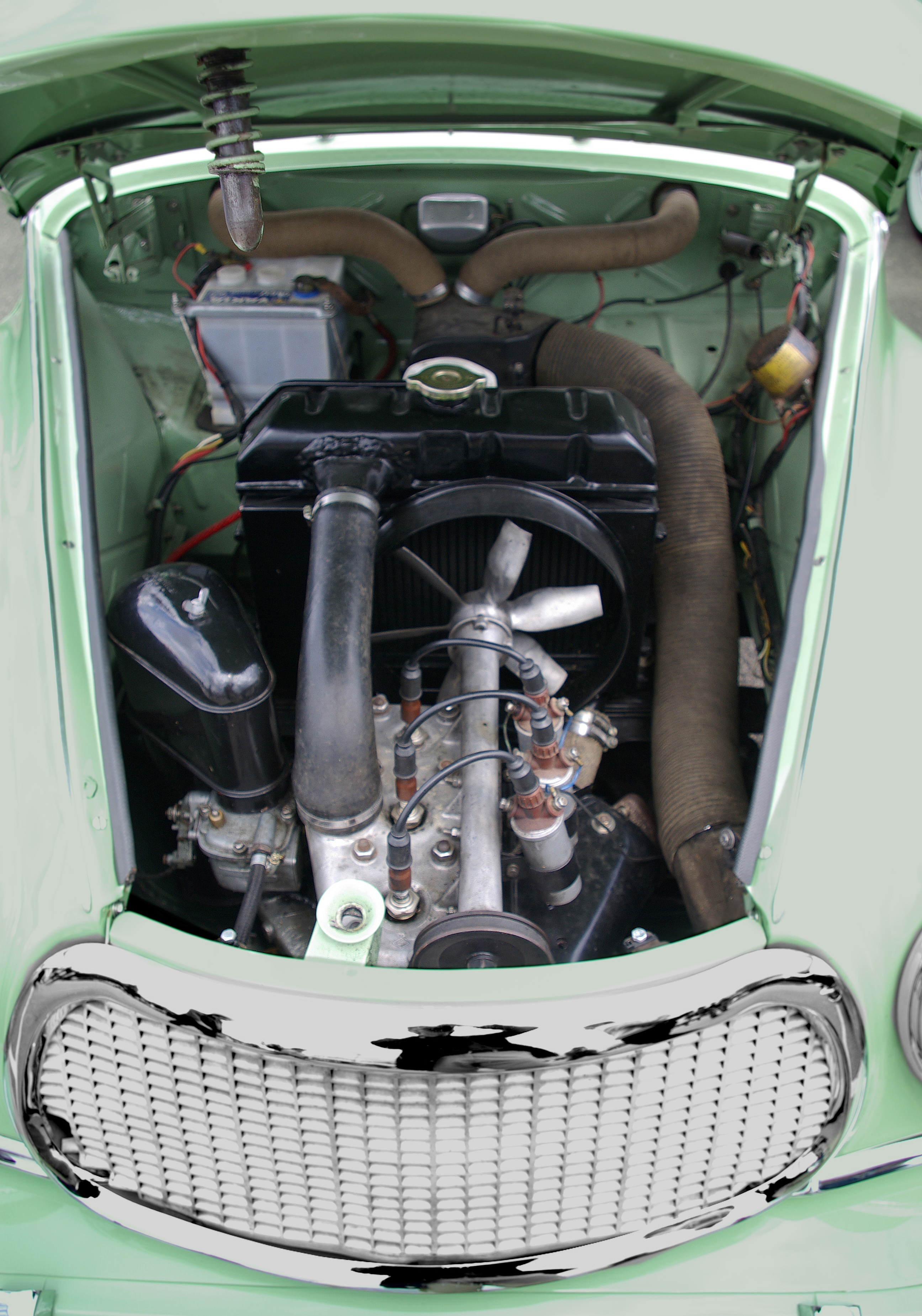
Motorraum mit hinten liegendem Kühler

Der vorn längs eingebaute Zweitaktmotor ist wassergekühlt. Der Kühler sitzt erhöht hinter dem Motor, der Kühlkreislauf arbeitet ohne Wasserpumpe (Thermosiphonkühlung) und braucht daher einen Kühlerschlauch mit großem Fließquerschnitt. Die verteilerlose Zündanlage arbeitet mit drei Zündunterbrechern vorn an der Kurbelwelle und drei Zündspulen. Ein Keilriemen treibt Lichtmaschine und Kühlerventilator. Der Lufteinlass mit Filter und der Vergaser sitzen in Fahrtrichtung gesehen rechts. Es gibt keine Ansatzmöglichkeit für eine Startkurbel wie bei manchen früheren Modellen.

### Technische Daten

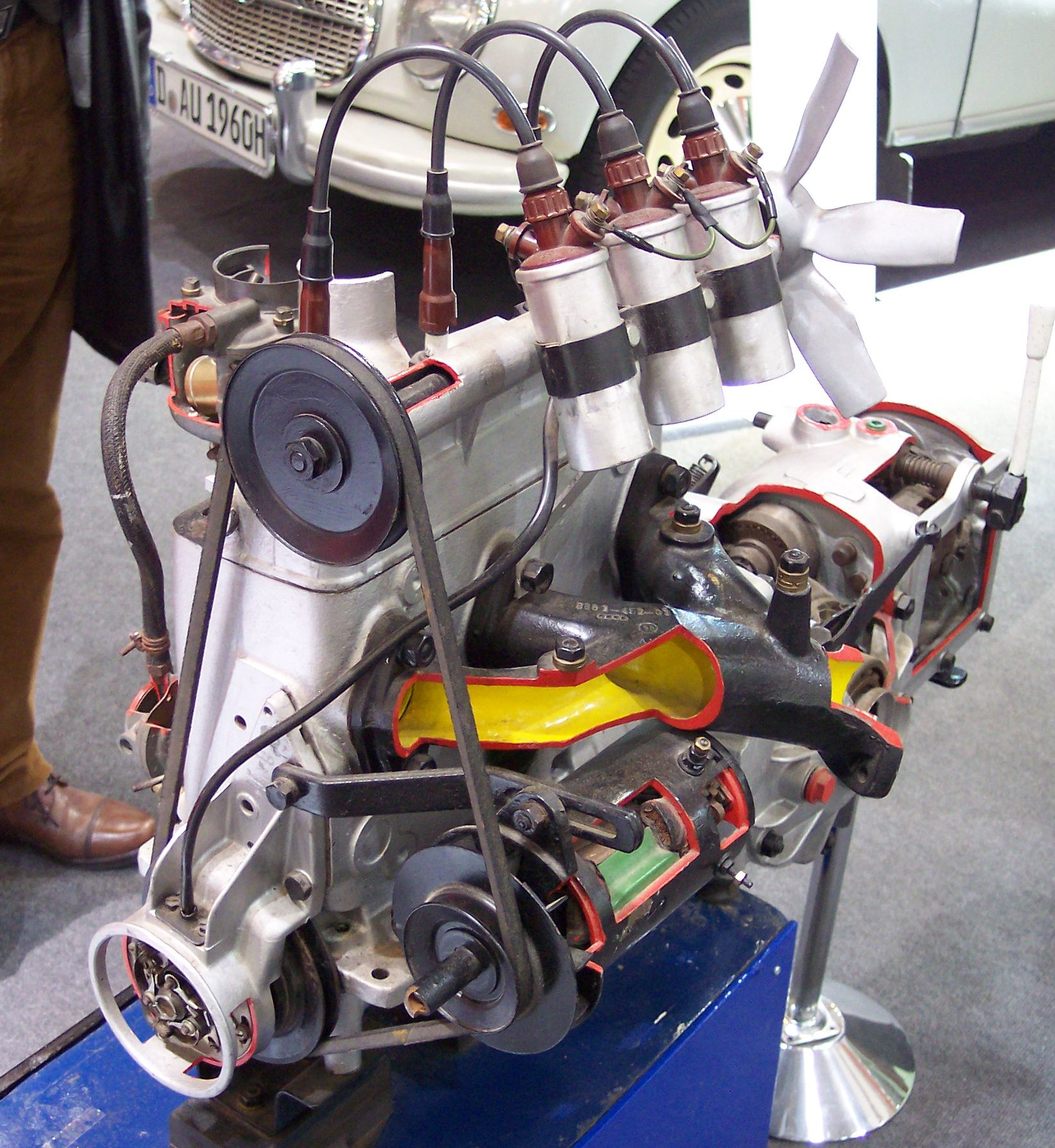

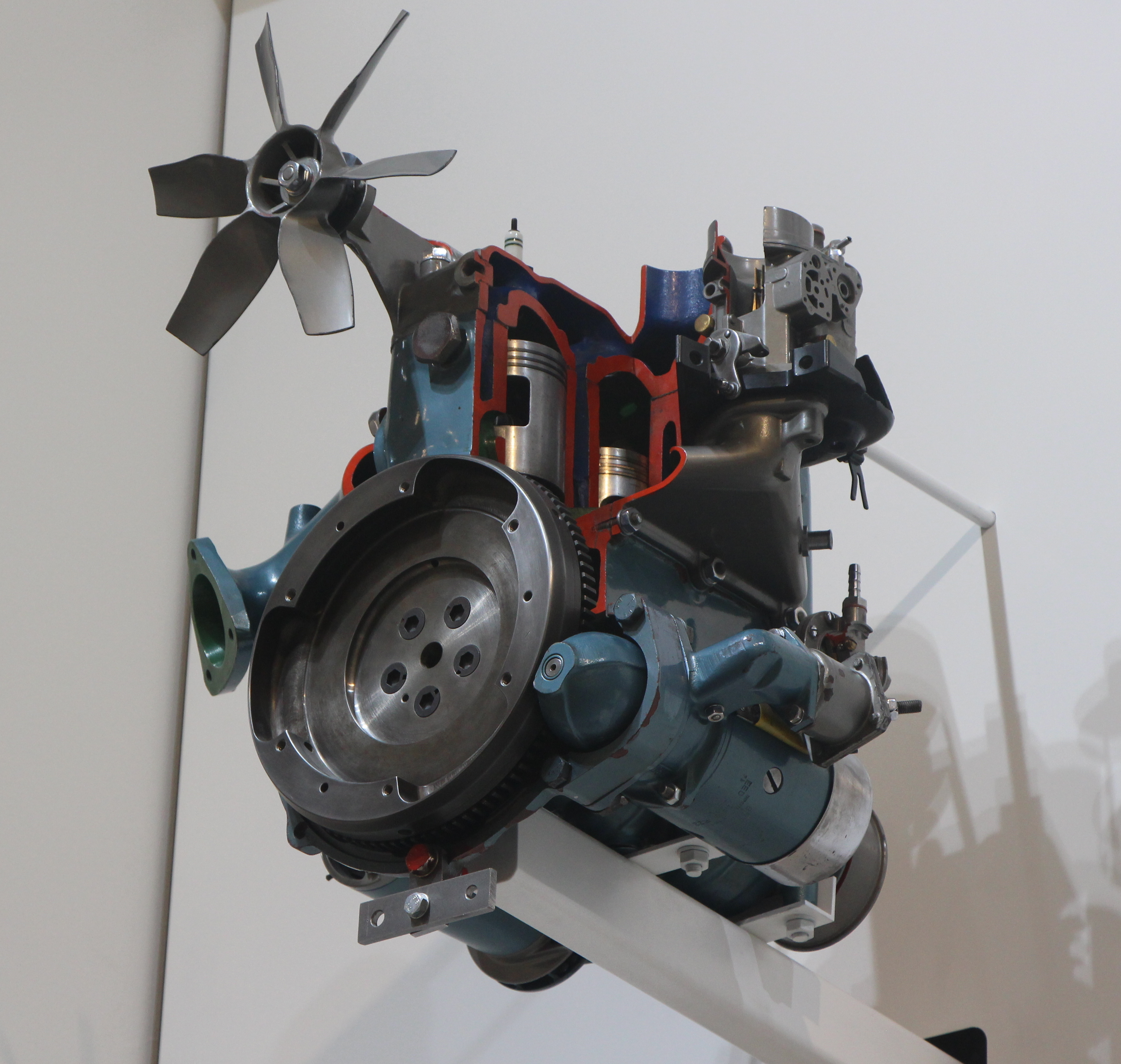

| Modellvariante        | F 93                                                                                             | F 94                                                                                             | F 94 U                                                                                           |
| --------------------- | ------------------------------------------------------------------------------------------------ | ------------------------------------------------------------------------------------------------ | ------------------------------------------------------------------------------------------------ |
| Bauzeitraum           | 1955–1959                                                                                        | 1957–1959                                                                                        | 1957–1959                                                                                        |
| Aufbauten             | L2, Cp2, Cb2                                                                                     | L4                                                                                               | K3                                                                                               |
| Motor                 | 3 Zylinder in Reihe, Zweitakt                                                                    | 3 Zylinder in Reihe, Zweitakt                                                                    | 3 Zylinder in Reihe, Zweitakt                                                                    |
| Ladungswechsel        | Umkehrspülung                                                                                    | Umkehrspülung                                                                                    | Umkehrspülung                                                                                    |
| Bohrung × Hub         | 71 mm × 76 mm                                                                                    | 71 mm × 76 mm                                                                                    | 71 mm × 76 mm                                                                                    |
| Hubraum               | 906 cm³                                                                                          | 906 cm³                                                                                          | 906 cm³                                                                                          |
| Nennleistung          | 38–40 PS (27,9–29,4 kW) bei 4250/min                                                             | 40 PS (29,4 kW) bei 4250/min                                                                     | 40 PS (29,4 kW) bei 4250/min                                                                     |
| Drehmoment            | 71,1–73,6 Nm bei 3000–3500/min                                                                   | 73,6 Nm bei 3500/min                                                                             | 73,6 Nm bei 3500/min                                                                             |
| Verdichtung           | 7,25–7,5 : 1                                                                                     | 7,5 : 1                                                                                          | 7,5 : 1                                                                                          |
| Kraftstoffverbrauch   | 10 l/100 km                                                                                      | 10,5 l/100 km                                                                                    | 10,5 l/100 km                                                                                    |
| Getriebe              | 4 Gänge mit Lenkradschaltung                                                                     | 4 Gänge mit Lenkradschaltung                                                                     | 4 Gänge mit Lenkradschaltung                                                                     |
| Radaufhängung vorn    | Querlenker unten und hoch liegende Querblattfeder, Teleskopstoßdämpfer                           | Querlenker unten und hoch liegende Querblattfeder, Teleskopstoßdämpfer                           | Querlenker unten und hoch liegende Querblattfeder, Teleskopstoßdämpfer                           |
| Radaufhängung hinten  | Starrachse (Schwebeachse) an Längslenkern und hoch liegender Querblattfeder, Teleskopstoßdämpfer | Starrachse (Schwebeachse) an Längslenkern und hoch liegender Querblattfeder, Teleskopstoßdämpfer | Starrachse (Schwebeachse) an Längslenkern und hoch liegender Querblattfeder, Teleskopstoßdämpfer |
| Lenkung               | Zahnstangenlenkung                                                                               | Zahnstangenlenkung                                                                               | Zahnstangenlenkung                                                                               |
| Fahrgestell           | Fischbauch-Kastenrahmen (ebener Rohrrahmen in Form einer vorn und hinten abgestumpften Raute)    | Fischbauch-Kastenrahmen (ebener Rohrrahmen in Form einer vorn und hinten abgestumpften Raute)    | Fischbauch-Kastenrahmen (ebener Rohrrahmen in Form einer vorn und hinten abgestumpften Raute)    |
| Karosserie            | Ganzstahlkarosserie in Stromlinienform                                                           | Ganzstahlkarosserie in Stromlinienform                                                           | Ganzstahlkarosserie in Stromlinienform                                                           |
| Höchstgeschwindigkeit | 123 km/h                                                                                         | 115 km/h                                                                                         | 115 km/h                                                                                         |
| Leergewicht           | 930–950 kg                                                                                       | 970 kg                                                                                           | 950 kg                                                                                           |
| zul. Gesamtgewicht    | 1350 kg                                                                                          | 1350 kg                                                                                          | 1450 kg                                                                                          |
| Elektrik              | 6 Volt                                                                                           | 6 Volt                                                                                           | 6 Volt                                                                                           |
| Länge                 | 4225 mm                                                                                          | 4325 mm                                                                                          | 4170 mm                                                                                          |
| Breite                | 1695 mm                                                                                          | 1695 mm                                                                                          | 1640 mm                                                                                          |
| Höhe                  | 1465 mm                                                                                          | 1490 mm                                                                                          | 1565 mm                                                                                          |
| Radstand              | 2350 mm                                                                                          | 2450 mm                                                                                          | 2450 mm                                                                                          |
| Spur vorn / hinten    | 1290 mm / 1350 mm                                                                                | 1290 mm / 1350 mm                                                                                | 1290 mm / 1350 mm                                                                                |
| Wendekreis            | 11,6 m                                                                                           | 12 m                                                                                             | 12 m                                                                                             |
| Reifengröße           | 5,60–15"                                                                                         | 5,60–15"                                                                                         | 5,60–15"                                                                                         |

- L2 = 2-türige Limousine
- L4 = 4-türige Limousine
- Cp2 = 2-türiges Coupé
- Cb2 = 2-türiges Cabriolet
- K3 = 3-türiger Kombi

## Der F93/94 in Brasilien

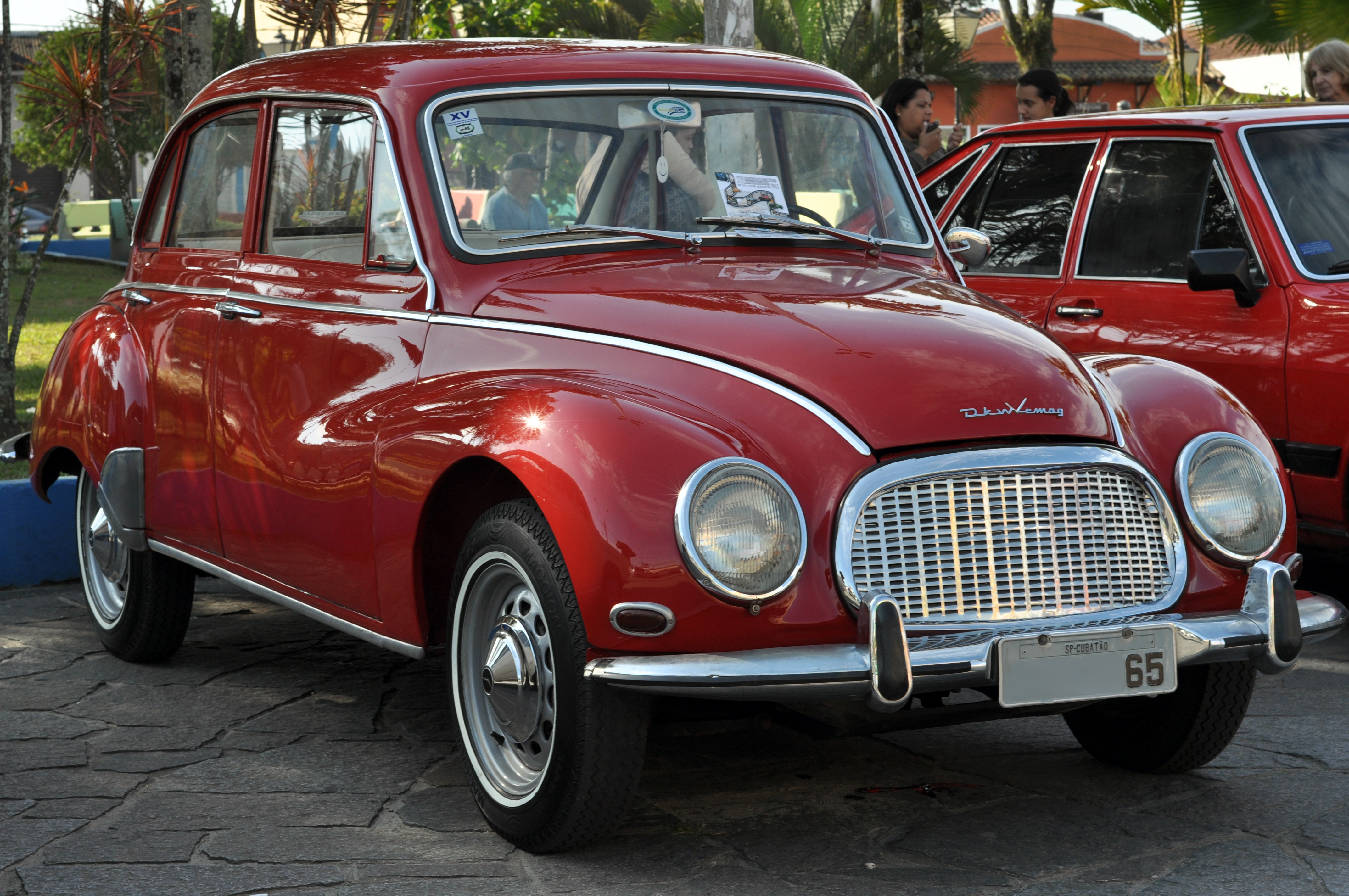
Vemag Belcar, viertürig 1965

In Brasilien baute der in São Paulo ansässige Hersteller Vemag eigene Versionen des F94. Das Auto wurde zunächst weitgehend unverändert als Grande DKW-Vemag und später als Belcar verkauft. Außerdem entstand von 1964 bis 1967 der DKW-Vemag Fissore, eine zweitürige Limousine mit F94-Technik und eigenständiger, von Fissore entworfener Karosserie.